# Vuurkevers
Vuurkevers (Pyrochroidae), ook wel kardinaalskevers genoemd, zijn een familie van kevers. De naamgeving refereert aan de vuurrode kleur van veel bekende soorten in deze insectengroep. Wereldwijd komen  ongeveer 150 soorten vuurkevers voor.

## Uiterlijke kenmerken
Vuurkevers hebben een plat en langwerpig lichaam met een lengte van drie tot twintig millimeter. De bovenzijde is bedekt met fijne haartjes. Het achterlijf is beduidend breder dan het ronde borststuk. De dekschilden zijn bij veel soorten breder aan de achterzijde. De kop is relatief groot en aan de basis ingesnoerd.
De lengte van de antennes zijn kort tot lichaamslang en bestaan uit elf segmenten. Het vrouwtje heeft geheel gezaagde antennes; bij het mannetje zijn de antennes kamvormig vanaf het derde segment. De tarsus van de achterste poten hebben vier segmenten, de overige tarsi vijf. Het voorlaatste segment is hartvormig.

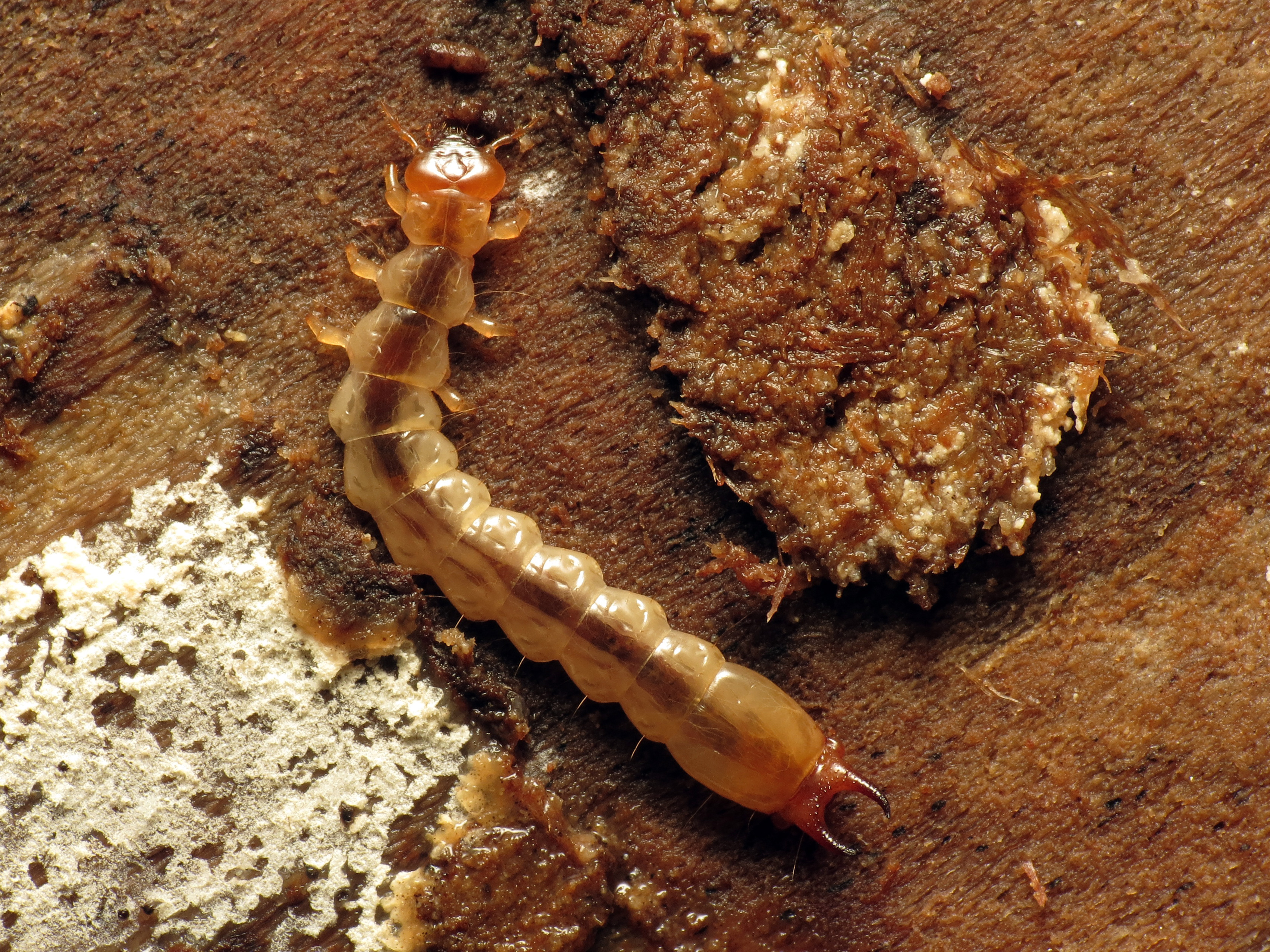
Larve van Dendroides canadensis

De larve heeft een sterk afgeplat lichaam met een lengte van tot wel 25 millimeter. Het lichaam is geel en roodbruin aan beide uiteinden. De segmenten zijn bedekt met wratachtige bultjes en hebben elk aan weerszijden twee lange haren. Aan het laatste segment bevinden zich twee klauwvormige uitsteeksels (urogomphi).

## Levenswijze
De imago's leven op bloemen en struiken, waar zij zich voeden met honingdauw van bladluizen en zoete boom- en plantensappen. Zij eten echter zelden, maar richten zich op de voortplanting. In de Benelux en andere gematigde delen van Europa leven de volwassen kevers vooral in mei en juni.
Sommige soorten vuurkevers, met name die uit het geslacht Pedilus, worden aangetrokken door cantharidine. Dit is een chemische stof die onder andere door oliekevers wordt uitgescheiden. Mannelijke vuurkevers beklimmen een oliekever en likken vervolgens de uitgescheiden vloeistof op. Zij vermengen cantharidine in een spermapakket, alvorens deze aan het vrouwtje aan te bieden. Zij gebruikt de vloeistof om haar eieren te beschermen tegen predatoren.
De larven van de meeste soorten leven onder schors van vochtig, dood hout in zelfgemaakte of reeds bestaande gangen. Larven van de onderfamilie Pyrochroinae voeden zich voornamelijk met schimmels, maar veel andere soorten voeden zich ook met larven en imagines van schorskevers en andere insecten. Het larvale stadium duurt twee tot drie jaar, waarna de verpopping tussen het hout en de schors plaatsvindt.

## Verspreiding
Vuurkevers komen wereldwijd voor in loofbossen en bosranden. Soorten van de soortenrijke onderfamilie Pilipalpinae komen voor in Australië, Nieuw-Zeeland, Madagaskar en Chili, de overige soorten hebben hun verspreidingsgebied in het noordelijk halfrond.
In Europa komen acht soorten vuurkevers voor, waarvan drie ook in Nederland en België leven. Dit zijn de roodkopvuurkever (Pyrochroa serraticornis), de zwartkopvuurkever (Pyrochroa coccinea) en Schizotus pectinicornis.

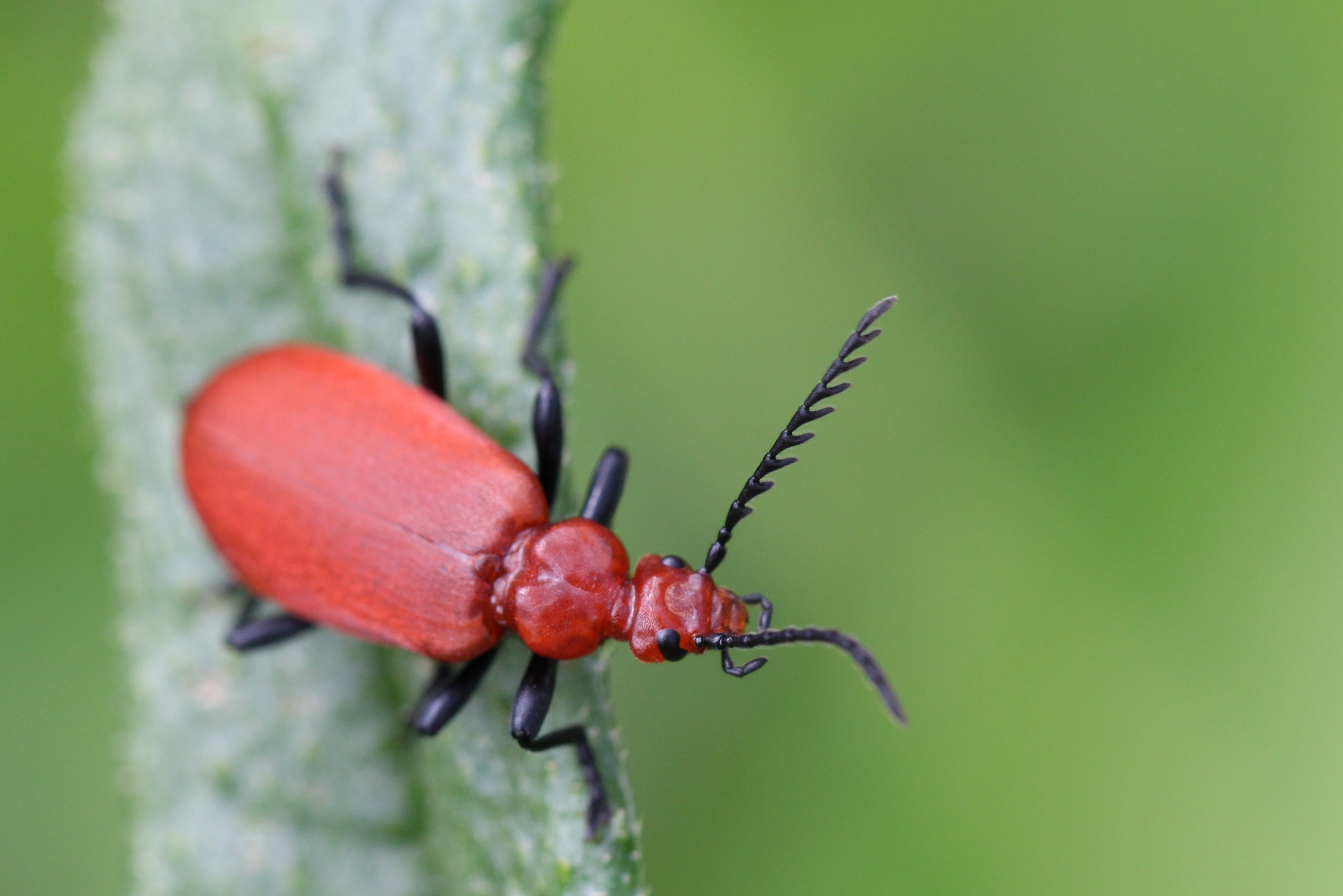
Roodkopvuurkever (Pyrochroa serraticornis)
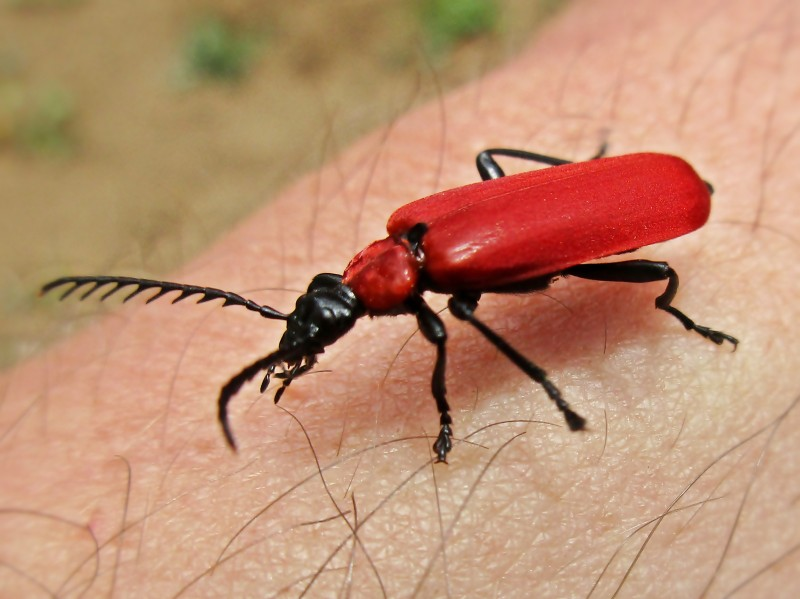
Zwartkopvuurkever (Pyrochroa coccinea)
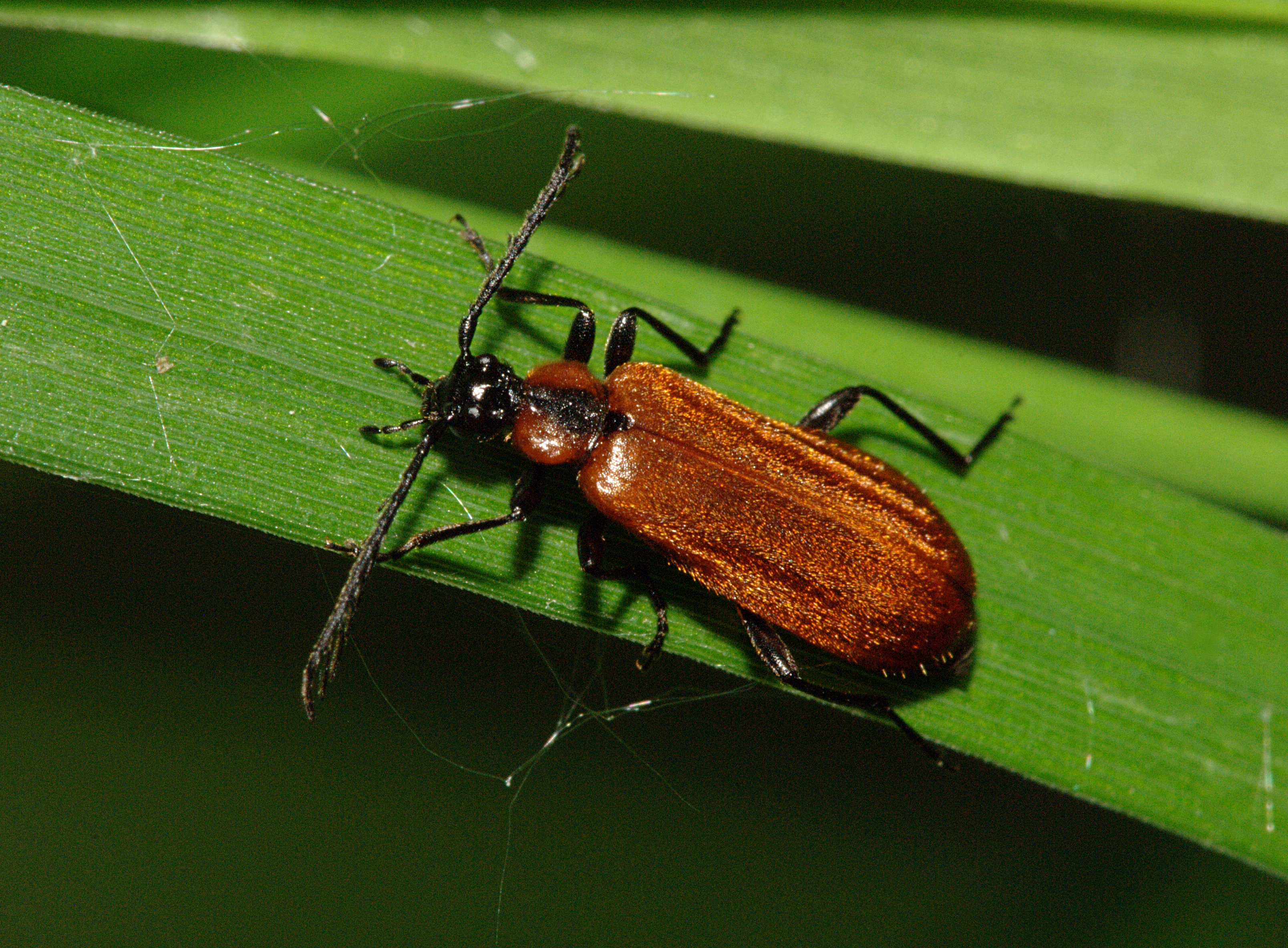
Schizotus pectinicornis

## Onderfamilies en geslachten
Agnathinae
- Agnathus
- Cononotus

Pedilinae
- Anisotria
- Pedilus
- †Lithomacratria

Pilipalpinae
- Binburrum
- Cycloderus
- Exocalopus
- Incollogenius
- Malagaethes
- Morpholycus
- Paromarteon
- Pilipalpus
- Ranomafana
- Techmessa
- Techmessodes
- Temnopalpus

Pyrochroinae
- Dendroides
- Dendroidopsis
- Eupyrochroa
- Frontodendroidopsis
- Hemidendroides
- Himalapyrochroa
- Neopyrochroa
- Phyllocladus
- Pogonocerus
- Pseudodendroides
- Pseudopyrochroa
- Pyrochroa
- Schizotus
- Sinodendroides
- Sundapyrochroa

Tydessinae
- Tydessa